# Niculitza Delfina

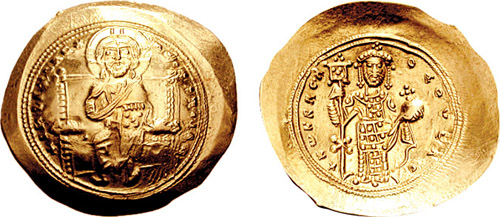
Histameno do imperador r.

Grécia bizantino no século X

Niculitza Delfina (em grego: Νικουλιτζάς Δελφινάς; romaniz.: Nikoulitzas Delphinas[a]) foi um magnata bizantino e um senhor de Lárissa, na Tessália, ativo no século XI durante o reinado de Constantino X Ducas (r. 1059– 1067). Neto do governador Niculitsa e genro de Cecaumeno, sabe-se que quando jovem manteve o posto de protoespatário, embora sua posição oficial é desconhecida. Ele tinha uma fortaleza própria na Tessália e assistiu em 1066 a emergência da revolta valáquia e eslava na região, que ele prontamente informou ao poder imperial. Ao ser ignorado, retornou para sua região e foi forçado pelos revoltosos a liderá-los, porém acabou preso e enviado para Amaseia, na Ásia Menor.